# Жакоб, Александр Андре
Алекса́ндр Андре́ Жако́б (фр. Alexandre André Jacob, псевдоним Александр Эрдан (фр. Alexandre Erdan); 1826 — 24 сентября 1878, Фраскати) — французский журналист, корреспондент, публицист.
Незаконный сын прелата, Жакоб был непримиримым врагом клерикалов, против которых направлен его обширный труд «La France mystique, ou tableau des excentricités religieuses de ce temps» (1855; 3 изд., 1860). Будучи осуждённым за него в тюрьму, Жакоб бежал в Швейцарию, где основал газету «Le National Suisse»; позже жил в Италии, был корреспондентом «Presse», «Siècle», «Temps» и других газет. Из других сочинений Жакоба известно «Petites lettres d’un républicain rose» (1848). Ему приписывали и авторство враждебного католицизму романа «Le maudit» (1865).